# Phenacovolva brevirostris
Phenacovolva brevirostris is een slakkensoort uit de familie van de Ovulidae. De wetenschappelijke naam van de soort is voor het eerst geldig gepubliceerd in 1817 door Schumacher.